# 데이터 동기화

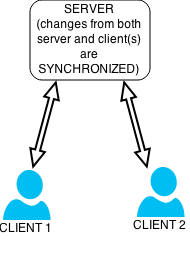
서버와 2개의 클라이언트 간 동기화 과정

데이터 동기화(data synchronization)는 소스와 대상 데이터 스토어 간의 일관성을 설정하고 시간이 지남에 따라 데이터를 지속적으로 조화시키는 프로세스이다. 이는 파일 동기화 및 모바일 장치 동기화를 포함한 다양한 응용 프로그램의 기본이다. 데이터 동기화는 공개 키 서버 동기화를 위한 암호화에도 유용할 수 있다.
데이터 세트의 여러 사본을 서로 일관되게 업데이트하고 유지하거나 데이터 무결성을 유지하려면 데이터 동기화가 필요하다. 예를 들어, 데이터베이스 복제는 데이터를 서로 다른 위치에 저장하는 데이터베이스 서버와 동기화된 여러 데이터 사본을 유지하는 데 사용된다.

## 예시
- 파일 동기화
- 클러스터 파일 시스템
- 캐시 일관성
- RAID
- 데이터 레플리케이션
- 저널링

## 마주치는 문제
데이터 동기화 시 사용자가 직면할 수 있는 몇 가지 문제는 다음과 같다.
- 데이터 형식의 복잡성
- 실시간성
- 데이터 보안
- 데이터 품질
- 성능

## 같이 보기
- SyncML
- 동기화 (컴퓨터 과학)